# Тур Абу Даби
Тур Абу Даби (англ. Abu Dhabi Tour) — ежегодная шоссейная многодневная велогонка, проходящая в конце февраля по дорогам ОАЭ. Входит в календарь Мирового тура UCI.

## История
Впервые гонка состоялась в октябре 2015 года в рамках UCI Asia Tour (заняв аналогичное место в календаре прекратившегося Тура Пекина) и имея на тот момент категорию 2.1. Её маршрут состоял из четырёх этапов. Первый и второй были равнинными. Финиш третьего находился на высоте 1025 метров, на горе Джабаль-Хафит. Последний этап проходил на автодроме Яс Марина, причём в сумерках с использованием искусственного освещения, как и Гран-при Абу-Даби.
С сезона 2017 года гонка включена в Мировой тур UCI и стала проходить в конце февраля.
Соревнование организовывала RCS Sport, проводящая Джиро д’Италия и соседний Тур Дубая.
В 2019 году вместе с Туром Дубая была объединена в новую гонку Тур ОАЭ.

## Классификации
На гонке разыгрываются 4 индивидуальные классификации. Лидеры каждой из них отмечаются специальными майками определенных цветов.
- Генеральная классификация
- Очковая классификация
- Молодёжная классификация
- Спринтерская классификация

## Победители

### Генеральная классификация
| Год  | Победитель          | Второй          | Третий              |
| ---- | ------------------- | --------------- | ------------------- |
| 2015 | Эстебан Чавес       | Фабио Ару       | Ваут Пулс           |
| 2016 | Танел Кангерт       | Николас Роуч    | Диего Улисси        |
| 2017 | Руй Кошта           | Ильнур Закарин  | Том Дюмулен         |
| 2018 | Алехандро Вальверде | Вилко Келдерман | Мигель Анхель Лопес |

### Вторичные классификации
| Год  | Очковая       | Молодёжная          | Спринтерская     | Командная        |
| ---- | ------------- | ------------------- | ---------------- | ---------------- |
| 2015 | Элиа Вивиани  | Эстебан Чавес       | не разыгрывалась | не разыгрывалась |
| 2016 | Марк Кавендиш | Жульен Бернар       | Йенс Кёйкелейре  | ONE Pro Cycling  |
| 2017 | Марк Кавендиш | Жюлиан Алафилипп    | Патрик Конрад    | UAE Abu Dhabi    |
| 2018 | Элиа Вивиани  | Мигель Анхель Лопес | Николай Трусов   | Bora-Hansgrohe   |